# 1671 Чайка
1671 Чайка (1671 Chaika) — астероїд головного поясу, відкритий 3 жовтня 1934 року.
Тіссеранів параметр щодо Юпітера — 3,370.